# بابی وانزر
بابی وانزر (انگلیسی: Bobby Wanzer؛ زاده ۴ ژوئن ۱۹۲۱ - درگذشته ۲۳ ژانویه ۲۰۱۶) یک بازیکن و مربی بسکتبال اهل ایالات متحده آمریکابود.